# Mackenna aranya
A Mackenna aranya (Mackenna's Gold) 1969-ben bemutatott  amerikai western J. Lee Thompson rendezésében. A film Henry Wilson Allen 1963-ban megjelent, azonos című bestselleréből készült. (Allen íróként a Will Henry álnevet használta, de a filmvilágban Heck Allen néven ismert.) Bár a filmet a kritika általában kedvezőtlenül fogadta, mégis nagy közönségsikert aratott világszerte, Magyarországot is beleértve.

## Cselekmény

Colorado, a veszedelmes bandita (Omar Sharif)

A magányos, sziklás prérin idős, elcsigázott indián poroszkál a lován. Hirtelen megáll. Éles fülével erősödő lódobogást hall. Elrejtőzik egy szikla mögé. Nem tévedett, hamarosan feltűnik a láthatáron egy másik lovas is. Amint az idegen gyanútlanul közelebb ér, az indián rálő, de elvéti a lövést. A seriffcsillagot viselő férfi viszonozza a tüzet, és ő célba talál. Az öreg indián súlyosan megsebesül, nem sok ideje van hátra. Elárulja, hogy azért lőtt Mackennára, mert szerinte a seriff is az apacsok titkos aranyát keresi. Mackenna nevet ezen a feltételezésen, hiszen ő a veszedelmes bandita, Colorado nyomait követi. Ezalatt Colorado az embereivel egy békés farmot foglal el. Fegyverrel tartják sakkban az idős házigazdát és annak leányát. Távozáskor túszként magukkal akarják vinni a fiatal nőt. Az idős férfi fegyvert akar fogni, de egy izmos apacs kést dob a hátába. Közben a prérin az öreg indián, Prérikutya az örök vadászmezőkre távozik. Mackenna átkutatja a holmiját. Megtalálja az arany lelőhelyét ábrázoló térképet, melyet a tűzbe dob. Sírt kezd ásni az öregnek, mikor megjelenik Colorado az embereivel. A banditák Prérikutyát követték, hogy megszerezzék tőle a térképet. Colorado dühbe gurul, amikor észreveszi, hogy Mackenna elégette az értékes rajzot. Magával hurcolja a seriffet, és arra akarja kényszeríteni, hogy vezesse el őket a kincshez. Tudja, hogy ha Mackenna látta a térképet, a fejében van mindaz, ami azon volt.

Ben Baker, a váratlan vendégek vezetője (Eli Wallach)

A banditák táborában Mackenna találkozik a szépséges apacs lánnyal, a sebhelyes arcú Hesh-Kével, egykori szerelmével. A nő még mindig szerelmes a seriffbe, ám az tudomást se vesz róla. Mackennát éjszakára összezárják a farmról elhurcolt nővel, aki valójában Fulton békebíró lánya. Másnap reggel nem várt vendégek érkeznek. Ben Baker az embereivel csatlakozni kíván Coloradóékhoz az arany utáni kutatásban. Nem tűnik meglepettnek, hogy a seriffet a banditák között látja. Az ő emberei között is van egy különösen értékes személy: az idős Adams, aki egyszer járt az aranykanyonban, és mindent látott. Azután viszont már semmit se, mert az apacsok megvakították. Másnap hajnalban a csapat ügyes csellel kitör a szűk kanyonból, melynek közelében a banditák nyomait kereső katonák táboroznak. Coloradóék csak rövid ideig örülhetnek saját ravaszságuknak, mert kissé távolabb mégiscsak rajtuk ütnek a katonák, akik válogatás nélkül lövik le a kincsvadászokat. A kavarodást felhasználva Mackenna szökni próbál a békebíró lányával, Ingával. Colorado utánuk ered, és újra foglyul ejti őket. Kevesen maradtak: Mackennáékon kívül Colorado, Hesh-Ke és az izmos apacs, Hachita. A kis csapat folytatja útját az arany lelőhelye felé, bár Mackenna mindent megtesz annak érdekében, hogy lassítsa a haladást. Szeretné Ingát biztonságban tudni, hiszen a féltékeny Hesh-Ke már kísérletet tett a lány megölésére.

Tibbs őrmester és Inga (Telly Savalas és Camilla Sparv)

Azt javasolja Coloradónak, küldjék át Ingát az őket üldöző katonák táborába, hogy a lány a katonákat lassítsa, ne a kincskeresőket. Colorado vonakodva beleegyezik a javaslatba, ám Inga mégsem kerül biztonságba. A katonai előőrs parancsnoka, Tibbs őrmester ugyanis a lány megérkezése után agyonlövi két emberét, és éjszaka Ingával állít be Colorado táborába. Mackenna azt ígéri, hogy a kis csapat másnap meglátja az aranykanyont. Mackenna és Tibbs egyaránt tudják, hogy a kapzsi Colorado senkivel nem akar majd osztozni. A seriff azonban elutasítja Tibbs szövetségét: milyen szövetséges is lehetne az, aki nemrég lőtte agyon a saját embereit? A seriff néhány szót vált Coloradóval, aki elmeséli, mihez akar kezdeni az arannyal: Párizsba szeretne menni, hogy úriemberként éljen tovább. Egy régi francia újságot is megmutat Mackennának. A seriff elképzeli Coloradót párizsi úrként. Másnap hajnalban a kincskeresők lóháton várják a napfelkeltét. Mackennának fogalma sincs arról, hogyan vágja ki magát a szorult helyzetből, hiszen hiába vannak a térképen megjelölt helyen, az aranykanyonnak nyoma sincs. Aztán a felkelő nap sugarai a táj egy bizonyos pontjára esnek, és vakító fény áraszt el mindent. Mire véget ér a szemkápráztató jelenség, a Nap az égbolton ragyog. A csapat a Rengő Szikla mellett várakozik, melynek árnyéka a napfényben egyre nagyobb és nagyobb, végül eléri a sziklafal egyik pontját. A lovasok ott egy szűk hasadékot fedeznek fel. Az aranyláz mámorában valamennyien megindulnak befelé.
Álmuk valósággá válik: a hasadékból kiérve egy csodálatos aranykanyont pillantanak meg. Mohón és boldogan vágtatnak lefelé a keskeny ösvényen. A lovak patáinak dobogásától félelmetes módon visszhangzik a kanyon. Hesh-Ke újra megpróbálja megölni Ingát, ám végül ő zuhan a mélybe. Mikor a többiek leérnek a völgybe, mindenhol aranyat látnak: a talajon, a vízben, a sziklafalon. Tibbs meg is pakolja a nyeregtáskáját aranyrögökkel. Ingát is megszédíti az arany látványa, a józan Mackenna azonban tudja, hogy addig kell menekülniük, amíg a többiek nem figyelnek rájuk. Egyetlen kiút kínálkozik számukra: felmászni a sziklafalon. Útnak indulnak. Közben Hachita megöli Tibbset. Colorado viszont az apaccsal akar végezni, hogy ne kelljen osztoznia senkivel. Fegyvere csütörtököt mond, mivel Hachita még az éjjel kivette belőle a golyókat. Az apacs szerint az arany a népét illeti, és mindenkinek meg kell halnia, aki meg akarja szerezni. Colorado sem kivétel. A bandita látszólag belenyugszik a vereségébe. Hachita megfordul, hogy kivegye a tomahawkját Tibbs holttestéből. Colorado a hátába dobja azt kést, melyet korábban Hesh-Kétől vett el, hogy megóvja Inga életét. A bandita észreveszi, hogy Mackennáék menekülni próbálnak a sziklafalon. Utánuk indul, és hamar utoléri őket, hiszen a kimerült Inga miatt a szökevények lassan haladnak. A bandita összecsap Mackennával. A küzdelem váltakozó sikerrel zajlik. Váratlanul megjelennek az apacsok, és tüzet nyitnak a kincsvadászokra. Az indiánok is megindulnak lovaikkal a völgybe. A lovak patáinak dobogásától egy óriási, ám igen ingatag szikla a magasból óriási robajjal a mélybe zuhan. Hamarosan megmozdul a föld. Az apacsok azonnal visszafelé indulnak. Mackennáék és Colorado is visszamásznak a völgybe, hogy lovaikon jussanak ki a pusztulásra ítélt kanyonból. Az utolsó pillanatban sikerül megmenekülniük. Mackenna és Colorado útjai szétválnak, bár a seriff megfogadja, hogy mindig a bandita nyomában lesz. Inga szétszórja azt a kevés aranyport, ami megtapadt a ruháján. Nem is veszik észre, hogy Mackenna Tibbs lován jutott ki a kanyonból, s a nyeregtáska tele van aranyrögökkel...

## Érdekességek
- Az Old Turkey Bazzard című dalt José Feliciano énekli a film elején. A zenei téma a cselekmény során többször visszatér.
- Mackenna szerepére Clint Eastwoodot szemelték ki, de ő lemondta a szerepet egy másik western, az Akasszátok magasabbra! (1968) kedvéért. Mackennát végül Gregory Peck játszotta el. A színész nem szerette ezt a filmjét, szerinte „csapnivaló” western.
- J. Lee Thompson lemondta A majmok bolygója (1968) című film rendezését, hogy elkészíthesse a Mackenna aranyát. Később azonban ő rendezte meg A majmok bolygója negyedik és ötödik részét.
- George Lucas filmfőiskolásként azt a feladatot kapta, hogy örökítse meg a Mackenna aranya forgatását. A buzgó fiatalember néhány ötlettel is előállt a nagyfilmre vonatkozóan, melyeket felhasználtak a forgatás során.
- A kanyon pusztulása a filmben valódi volt.

## Szereposztás
| Szerep               | Színész            | Magyar hangja (1. szinkron, 1987) | Magyar hangja (2. szinkron) |
| -------------------- | ------------------ | --------------------------------- | --------------------------- |
| Mackenna             | Gregory Peck       | Vándorfi László                   | Harmath Imre                |
| Colorado             | Omar Sharif        | Koroknay Géza                     | Dányi Krisztián             |
| Tibbs őrmester       | Telly Savalas      | Ujlaki Dénes                      | Barabás Kiss Zoltán         |
| Inga Bergmann        | Camilla Sparv      | Fazekas Zsuzsa                    | Csampisz Ildikó             |
| Sanchez              | Keenan Wynn        | Kun Vilmos                        | ?                           |
| Hesh-Ke              | Julie Newmar       | néma szerep                       | néma szerep                 |
| Hachita              | Ted Cassidy        | Both András                       | ?                           |
| Fuller lapkiadó      | Lee J. Cobb        | Csurka László                     | ?                           |
| Prédikátor           | Raymond Massey     | Benkő Gyula                       | Kertész Péter               |
| Mr Weaver, boltos    | Burgess Meredith   | Soós László                       | ?                           |
| Idős angol férfi     | Anthony Quayle     | Rajhona Ádám                      | Németh Gábor                |
| Vén Adams            | Edward G. Robinson | Szabó Ottó                        | Barbinek Péter              |
| Ben Bakers           | Eli Wallach        | Ujréti László                     | Juhász György               |
| Prérikutya           | Eduardo Ciannelli  | Gera Zoltán                       | Uri István                  |
| Avifa                | Dick Peabody       | ?                                 | ?                           |
| Besh                 | Rudy Diaz          | Szalai Imre                       | ?                           |
| Majom                | Robert Phillips    | ?                                 | ?                           |
| Pima, indián asszony | Shelley Morrison   | ?                                 | ?                           |
| Fiatal angol férfi   | J. Robert Porter   | ?                                 | ?                           |
| Laguna               | Pepe Callahan      | Balázsi Gyula                     | Tokaji Csaba                |
| Hadnagy              | Duke Hobbie        | Orosz István                      | ?                           |
| Narrátor hangja      | Victor Jory        | Fülöp Zsigmond                    | Tarján Péter                |

## Grammy-díj
- 1970 jelölés Quincy Jones (legjobb filmzene)